# かみのけ座矮小銀河
かみのけ座矮小銀河(Coma Berenices Dwarf Galaxy)は、かみのけ座の方角にある矮小楕円体銀河である。2006年にスローン・デジタル・スカイサーベイのデータから発見された。太陽からは約44000パーセク離れており、約98km/sの速度で遠ざかっている。楕円形（軸比~ 5:3）で、光が半減する半径は約70パーセクである。
かみのけ座矮小銀河は、銀河系の伴銀河で最も小さく最も暗いものの1つであり、合計の光度は太陽光度の約3,700倍（絶対等級は約-4.1）しかなく、ほとんどの球状星団よりもずっと低い。しかし、質量は120万太陽質量もあり、質量光度比は約450である。質量光度比の大きさは、かみのけ座矮小銀河は暗黒物質に占められていることを意味する。
かみのけ座矮小銀河を構成する恒星は、120億歳以上の古い恒星が多い。金属量は、[Fe/H] ≈ −2.53 ± 0.45ととても低く、重元素の量が少なくとも太陽の350分の1以下であることを示している。かみのけ座矮小銀河の恒星は、恐らく宇宙でも最も早い時期に形成されたものである。現在は、かみのけ座矮小銀河の中で星形成は行われていない。また、これまで中性水素原子は検出されておらず、存在するとしても上限は46太陽質量である。
かみのけ座矮小銀河は、いて座矮小楕円銀河から剥ぎ取った恒星でできているいて座ストリームの近くに位置する。この位置関係は、かみのけ座矮小銀河がかつてはいて座矮小楕円銀河の周りを公転する星団であったことを示唆する。